# Mirage (альбом Camel)
Mirage (с англ. — «Мираж») — второй студийный альбом британской прог-рок-группы Camel, выпущенный в 1974 году после одноимённого дебютного альбома 1973 года и перед The Snow Goose 1975 года.
Альбом занимает 14 место в списке «25 лучших альбомов прогрессивного рока по версии» Prog Archives. Также альбом занял 21 место в списке «50 величайших прог-рок-альбомов всех времён» журнала Rolling Stone.

## Об альбоме
Mirage — один из самых памятных дисков группы. В нём впервые прозвучала флейта Эндрю Латимера, одного из основателей Camel (песня «Supertwister»).
В альбоме 5 песен, 2 из которых длятся более 9 минут. Эти две песни состоят из нескольких частей: «Lady Fantasy Suite: Encounter/Smiles for You/Lady Fantasy» и «Nimrodel/The Procession/The White Rider», вторая из них посвящена «Властелину колец» Толкина.

## Сигаретная компания
Обложка альбома, похожая на лицевую сторону пачек сигарет «Camel» вызвала недовольство со стороны американского филиала сигаретной компании, из-за чего в США пластинка была выпущена с другой обложкой. В Европе подобных претензий не было, поскольку Джеф Джукес уже успел договориться с европейским отделением компании о выпуске маленьких пачек сигарет (на 5 штук) с оригинальной обложкой альбома и списком песен. Также группе было предложено переименовать некоторые песни соответственно интересам компании (например, «Двадцать в пачке», англ. «Twenty To The Pack»), позволить рекламу сигарет и их бесплатную раздачу на концертах. Последнее действительно имело место (по договоренности с Джукесом), о чём музыканты не знали. Когда тайное стало явным, группа резко выступила против, а Питер Барденс иронически предложил сочинить песню под названием «20 палочек рака» (англ. «Twenty Sticks Of Cancer»).

## Список композиций
1. «Freefall» (Барденс) — 5:53
2. «Supertwister» (Барденс) — 3:22
3. «Nimrodel/The Procession/The White Rider» (Латимер) — 9:17
4. «Earthrise» (Барденс, Латимер) — 6:40
5. «Lady Fantasy Suite: Encounter/Smiles for You/Lady Fantasy» (Барденс, Фергюсон, Латимер, Уорд) — 12:45

### Бонус-треки на ремастированном диске 2002 года
1. «Supertwister» (записано живьём в The Marquee Club) — 3:14
2. «Mystic Queen» (записано живьём в The Marquee Club) — 6:09
3. «Arubaluba» (записано живьём в The Marquee Club) — 7:44
4. «Lady Fantasy: Encounter / Smiles for You / Lady Fantasy» (Different Take) — 12:59

## Некоторые релизы
- 1974, U.S., Janus Records
- 1974, UK, Deram Records 820 613-2, дата выхода ? ? 1974, LP
- 2002, UK, Лондон 8829292, дата выхода 3 Июня 2002, CD (ремастированное издание)

## Участники записи
- Эндрю Латимер — гитара, флейта, вокал
- Питер Барденс — клавишные
- Дуг Фергюсон — бас-гитара, вокал
- Энди Уорд — ударные